# Acrocercops erebopa
Acrocercops erebopa är en fjärilsart som beskrevs av Edward Meyrick 1936. Acrocercops erebopa ingår i släktet Acrocercops och familjen styltmalar. Inga underarter finns listade i Catalogue of Life.